# Полет 593 на „Аерофлот“
Полет 593 на „Аерофлот“ е пътнически полет от международното летище „Шереметиево“, Москва, Русия, до летище „Кайтак“, Хонконг. На 23 март 1994 г. самолетът, който изпълнява маршрута, „Еърбъс A310-304“ на „Аерофлот“, се разбива в планинската верига Кузнецки Алатау в Кемеровска област и убива всичките 63 пътници и 12 членове на екипажа на борда.
Разследващите органи не откриват данни за техническа неизправност в машината, но записващите устройства за глас и полетни данни в пилотската кабина разкриват присъствието на 13-годишната дъщеря и 15-годишния син на помощник-капитан в пилотската кабина. Докато седи на контролния панел, синът на пилота несъзнателно частично изключва управлението на автопилота на „Еърбъса“ от елероните на самолета. След това автопилотът се изключва напълно, което довежда до преобръщане на самолета в стръмен наклон и почти вертикално спускане.
Въпреки че успява да изравни самолета, първият офицер коригира полета прекалено много при изтегляне, което кара самолета да изпадне в срив на потока и да влезе в завъртане; пилотите успяват да изравнят машината още веднъж, но тя вече е спусната над безопасна височина, за да започне възстановяване, и впоследствие се разбива в планинска верига с 250 км/ч. Всичките 75 души умират при удара.
Първоначално „Аерофлот“ отрича, че в пилотската кабина има деца, но публикация на стенограма на 28 септември 1994 г. в руско списание кара авиокомпанията да признае това. Събитията са представени в „Дете в пилотската кабина“, епизод от третия сезон (2005 г.) на канадския телевизионен сериал „Мейдей“ (наречен „Въздушни извънредни ситуации и въздушни бедствия“ в САЩ и „Разследване на самолетни катастрофи“ в Обединеното кралство и другаде по света).